# Alimento funzionale
Gli alimenti funzionali sono gli alimenti, freschi o trasformati, naturalmente ricchi di molecole e con proprietà benefiche e protettive per l'organismo, importanti nella pratica nutrizionale perché, se inseriti in un regime alimentare equilibrato, svolgono un'azione preventiva sulla salute. Il termine è stato coniato in Giappone negli anni '80.

## Definizione
Diplock et al. nel 1999 sul British Journal of Nutrition puntualizzano che: "un alimento può essere considerato 'funzionale', se è sufficientemente dimostrata la sua influenza benefica su una o più funzioni del corpo, oltre ad effetti nutrizionali adeguati, tanto da risultare rilevante per uno stato di benessere e di salute o per la riduzione del rischio di una malattia. Gli effetti benefici potrebbero consistere sia nel mantenimento che nella promozione di uno stato di benessere o salute e/o in una riduzione del rischio di un processo patologico o di una malattia."

## Esempi
Alcuni esempi di alicamenti sono le verdure crucifere, gli agrumi, le bacche (frutti di bosco, bacche di goji, cranberry, alchechengio) l'aglio, la mela, la melagrana, il pomodoro, la curcuma, la soia, il tè verde e molti altri ancora. Anche lo yogurt e altri prodotti fermentati sono considerati alimenti funzionali, per il loro contenuto in probiotici, microrganismi vivi con benefico impatto sull'ospite attraverso un'azione benefica sul tratto intestinale
Sono considerati alimenti funzionali anche:
frutta e verdura, tè nero e verde, succo di mirtillo, aglio e cipolle, funghi commestibili, latticini arricchiti con probiotici, tempeh, miso, allili solfuri, antiossidanti, capsaicina, chitosano, acido ellagico, flavonoidi, fruttoliti e altri oligosaccaridi, genisteina, glucosamina, glicirrizina, indoli, luteina, licopene, frazione di funghi maitake D, polifenoli, resveratrolo e sulforafano.

## Legislazione
Attualmente nell'Unione europea manca una legislazione specifica su questa categoria di alimenti e sulla sua etichettatura. Sono state individuate due categorie di alimenti funzionali:
- Tipo A: alimenti che migliorano una specifica funzione fisiologica al di là del loro specifico ruolo nella crescita corpo corporea e nello sviluppo. Questo tipo di alimenti non hanno funzioni in relazione a malattie o stati patologici.
- Tipo B: alimenti che riducono il rischio di una malattia. Un esempio può essere il tè verde, per il suo contenuto in catechine che potenzia le difese antiossidanti.[2]

Solo alcune nazioni estere possiedono una precisa legislazione riguardo definizione, etichettatura e commercializzazione degli alimenti funzionali. In Giappone, per esempio, tali alimenti sono riconosciuti e commercializzati con la sigla FOSHU (Food for Specific Health Use), e le proprietà funzionali comprovate da indagini scientifiche su popolazione (in vivo).